# Pistoia Basket 2000 2023-2024
Questa voce raccoglie le informazioni riguardanti il Pistoia Basket 2000 nelle competizioni ufficiali della stagione 2023-2024.

## Stagione
La stagione 2023-2024 del Pistoia Basket 2000, sponsorizzata Estra, è l'8ª nel massimo campionato italiano di pallacanestro, la Serie A.
Per la composizione del roster si decise di optare per la scelta della formula con 5 giocatori stranieri senza vincoli.

## Roster
Aggiornato al 28 agosto 2023
| Estra Pistoia 2023-24 | Estra Pistoia 2023-24 |
| Giocatori             | Staff tecnico         |
| --------------------- | --------------------- |

| N. | Naz.                                       | Ruolo | Nome                    | Anno | Alt.   | Peso   |  |
| -- | ------------------------------------------ | ----- | ----------------------- | ---- | ------ | ------ |  |
| 0  | Stati Uniti (bandiera)                     | G     | Payton Willis           | 1998 | 193 cm | 91 kg  |  |
| 2  | Italia (bandiera)                          | P     | Gianluca Della Rosa (C) | 1996 | 180 cm | 73 kg  |  |
| 4  | Stati Uniti (bandiera)                     | G     | Gerry Blakes            | 1993 | 193 cm | 88 kg  |  |
| 8  | Stati Uniti (bandiera)                     | P     | Charlie Moore           | 1998 | 180 cm | 82 kg  |  |
| 12 | Estonia (bandiera)                         | G     | Tormi Metsla (F)        | 2005 | 190 cm | 90 kg  |  |
| 12 | Italia (bandiera)                          | G     | Leonardo Cemmi          | 2005 | 190 cm |        |  |
| 14 | Italia (bandiera)                          | AP    | Federico Stoch          | 2006 | 198 cm | 90 kg  |  |
| 15 | Italia (bandiera)                          | P     | Lorenzo Saccaggi        | 1992 | 188 cm | 87 kg  |  |
| 16 | Italia (bandiera)                          | C     | Angelo Del Chiaro       | 2001 | 208 cm | 104 kg |  |
| 21 | Stati Uniti (bandiera) · Italia (bandiera) | AG    | Grant Basile            | 2000 | 202 cm | 107 kg |  |
| 23 | Stati Uniti (bandiera)                     | A     | Jordon Varnado          | 1997 | 200 cm | 107 kg |  |
| 24 | Regno Unito (bandiera)                     | AP    | Carl Wheatle (F)        | 1998 | 200 cm | 88 kg  |  |
| 33 | Stati Uniti (bandiera)                     | AG    | Ryan Hawkins            | 1997 | 201 cm | 106 kg |  |
| 34 | Nigeria (bandiera)                         | C     | Derek Ogbeide           | 1997 | 206 cm | 113 kg |  |
| -  | Italia (bandiera)                          | P     | Tommaso Biagini         | 2006 | 184 cm |        |  |
| -  | Mali (bandiera)                            | C     | Mamadou Dembelè (F)     | 2005 | 205 cm |        |  |
| -  | Italia (bandiera)                          | AG    | Mattia Farinon          | 2005 | 198 cm | 90 kg  |  |
| -  | Italia (bandiera)                          |       | Alessandro Nesti        | 2006 |        |        |  |

| Allenatore                                                                                      |
| - Nicola Brienza                                                                                |
| Assistente/i                                                                                    |
| - Luca Angella - Tommaso Della Rosa Legenda - (C) Capitano - (IN) Inattivo - Infortunato Roster |

## Mercato

### Sessione estiva
| Acquisti | Acquisti      | Acquisti            | Acquisti   | Acquisti |
| R.       | Nome          | da                  | Modalità   |          |
| -------- | ------------- | ------------------- | ---------- | -------- |
| P        | Charlie Moore | FMP Belgrado        | svincolato |          |
| G        | Payton Willis | Hap. Gilboa G.E.    | svincolato |          |
| AG       | Grant Basile  | Derthona Basket     | prestito   |          |
| AG       | Ryan Hawkins  | Raptors 905         | svincolato |          |
| C        | Derek Ogbeide | Rinascita B. Rimini | svincolato |          |

| Cessioni | Cessioni         | Cessioni              | Cessioni       | Cessioni |
| R.       | Nome             | a                     | Modalità       |          |
| -------- | ---------------- | --------------------- | -------------- | -------- |
| G        | Zach Copeland    | Bamberger             | fine contratto |          |
| G        | Gregorio Allinei | Libertas Livorno 1947 | fine contratto |          |
| GA       | Matteo Pollone   | Treviglio             | fine contratto |          |
| A        | Gabriele Benetti | JuVi Cremona          | fine contratto |          |
| C        | Daniele Magro    | JuVi Cremona          | fine contratto |          |

### Dopo l'inizio della stagione
| Acquisti | Acquisti     | Acquisti | Acquisti        | Acquisti   |
| R.       | Nome         | da       | Data            | Modalità   |
| -------- | ------------ | -------- | --------------- | ---------- |
| G        | Gerry Blakes | Cholet   | 1 dicembre 2023 | svincolato |

| Cessioni | Cessioni     | Cessioni        | Cessioni        | Cessioni       |
| R.       | Nome         | a               | Data            | Modalità       |
| -------- | ------------ | --------------- | --------------- | -------------- |
| AG       | Grant Basile | Derthona Basket | 3 novembre 2023 | fine prestito  |
| G        | Gerry Blakes | Scafati Basket  | 31 gennaio 2024 | fine contratto |